# Бзыч
Бзы́ч (адыг. Бзычӏ) — река в Лазаревском районе Большого Сочи в Краснодарском крае.

## Характеристики
Бзыч является крупнейшим левым притоком реки Шахе. Берёт своё начало с северного склона горы Большая Чура (2250,7 м) и большую часть протекает по узкой лесистой местности. В низовьях реки расположены два заброшенных селения — Бзыч и Верхний Бзыч.
Длина реки составляет 25 км, общая водосборная площадь 110 км². Впадает в Шахе чуть выше села Бзогу.

## Данные водного реестра
По данным государственного водного реестра России относится к Кубанскому бассейновому округу, водохозяйственный участок реки — реки бассейна Чёрного моря от западной границы бассейна реки Шепси до реки Псоу. Речной бассейн реки — реки бассейна Чёрного моря
.
Код водного объекта в государственном водном реестре — 06030000312109100000578.